# Gamera contre Gyaos
Pour plus de détails, voir Fiche technique et Distribution.
Gamera contre Gyaos (大怪獣空中戦 ガメラ対ギャオス, Daikaijū kūchūsen: Gamera tai Gyaosu) est un film japonais réalisé par Noriaki Yuasa, sorti en 1967.
Il obtient le prix de la meilleure photographie au Asia-Pacific Film Festival de 1967.

## Synopsis
Une éruption volcanique réveille un monstre ailé assoiffé de sang nommé Gyaos. Alors que tous les plans de l'armée - qui utilisaient la lumière du soleil comme arme pour détruire la bête - tombent à l'eau, Gamera tente une fois de plus de défendre le Japon.

## Fiche technique
- Titre : Gamera contre Gyaos
- Titre original : Daikaijū Kūchūsen: Gamera Tai Gyaosu
- Réalisation : Noriaki Yuasa
- Scénario : Nisan Takahashi
- Production : Hidemasa Nagata
- Musique : Tadashi Yamauchi
- Pays d'origine : Japon
- Langue : japonais
- Genre : kaijū eiga
- Durée : 87 minutes
- Date de sortie : 1967
  -  Japon : 15 mars 1967

## Distribution
- Kōjirō Hongō : Foreman Shiro Tsutsumi
- Kichijirō Ueda : Tatsuemon Kanamura
- Reiko Kasahara : Sumiko Kanamura
- Naoyuki Abe : Eiichi Kanamura
- Taro Marui : Mite-no-Tetsu
- Yukitaro Hotaru : Hachiko
- Yoshirō Kitahara : Dr. Aoki